# 성달생
성달생(成達生, 1376년 ~ 1444년)은 고려·조선시대의 무신이며 자는 효백(孝白)이고 본관은 창녕이다. 성승의 아버지이자 성삼문의 조부, 조숭문의 장인이다. 성담수·성담년의 종조부이다. 시호는 양혜(襄惠).
고려시대(1391년)에 음서로 낭장(朗將)을 역임하였고 조선 건국 이후 1402년 무과에 급제하였고 1410년 다시 무과에 응시하여 2등으로 급제, 판예빈시사로 승진했다.

## 사후
세조 때 단종복위사건에 연루되어 아들 성승, 손자 성삼문, 사위 조숭문 등이 처형당하자 연좌법에 의해 묘소가 훼손되었다.

## 같이 보기
- 성삼문
- 성승
- 조숭문
- 성담수
- 성담년
- 폭포사 묘법연화경